# Liberal Animation
Liberal Animation, prvi studijski album američkog punk rock sastava NOFX. Izvorno su ga 1988. samostalno objavili članova sastava (Wassail Records). Reizdan je 1991. pod etiketom Epitaph Recordsa i s drugačijim omotom (na slici).

## Popis pjesama
| 1.    | »Shut up Already«                           | 2:45 |
| 2.    | »Freedumb«                                  | 0:43 |
| 3.    | »Here Comes the Neighborhood«               | 2:57 |
| 4.    | »A200 Club«                                 | 1:53 |
| 5.    | »Sloppy English«                            | 1:15 |
| 6.    | »You Put Your Chocolate in MyPeanut Butter« | 2:26 |
| 7.    | »Mr. Jones«                                 | 3:17 |
| 8.    | »Vegetarian Mumbo Jumbo«                    | 3:30 |
| 9.    | »Beer Bong«                                 | 2:31 |
| 10.   | »Piece«                                     | 1:32 |
| 11.   | »I Live in a Cake«                          | 1:09 |
| 12.   | »No Problems«                               | 1:19 |
| 13.   | »On the Rag«                                | 1:14 |
| 14.   | »Truck Stop Blues«                          | 3:02 |
| 29:33 |                                             |      |

## Izvođači
- Fat Mike - vokal, bas-gitara
- Eric Melvin - ritam gitara
- Sal Lyva - gitara
- Darryl Licked - bubnjevi

### Produkcija
- Brett Gurewitz - inženjer tona
- NOFX - produkcija

## Vanjske poveznice
- Discogs.com - NOFX - Liberal Animation